# Зегер, Михаил Григорьевич
Михаи́л Григо́рьевич Зе́гер (10.4.1927—19.7.2001) — ленинградский журналист, сотрудник Ленинградского радио.

## Биография
Родился в 1927 году. Пережил Ленинградскую блокаду, во время которой в 1942 году погибли его родители. Сам Михаил попал в аэродромно-техническую команду и, в 1943 году пошел работать на радио, где вскоре самостоятельно провёл ряд ответственных передач.
27 января 1944 года вёл прямую радиотрансляцию салюта в честь снятия блокады Ленинграда и записал его на восковой диск.
В действующей армии служил связистом, демобилизовался в 1950 году, после чего вернулся на прежнее место работы.
Работал оператором звукозаписи Ленинградского радио, обеспечивал выступления Г. Жукова, Л. Говорова, О. Берггольц.
На пенсии работал в Доме радио в должности хранителя музея.
Радиоинженер, Почётный радист СССР, участник Великой Отечественной войны, ветеран Дома радио, общественный директор Музея истории ленинградского Дома радио, старейший сотрудник Ленинградского радио.
Скончался 19 июля 2001 года. Похоронен на Смоленском кладбище г. Санкт-Петербурга.